# Erechthias disjuncta
Erechthias disjuncta is een vlinder uit de familie van de echte motten (Tineidae). De wetenschappelijke naam van de soort werd voor het eerst geldig gepubliceerd in 1922 door Edward Meyrick.